# Tlemcen (tỉnh)
Tlemcen (tiếng Ả Rập: تلمسان) là một tỉnh ở tây bắc Algérie, tiếp giáp vùng Oriental của Maroc. Vườn quốc gia Tlemcen nằm ở tỉnh này.

## Các đơn vị hành chính
Tỉnh này gồm 20 huyện và 53 đô thị. Các huyện:
- Maghnia
- Ghazaouet
- Sabra
- Nedroma
- Remchi
- Sebdou
- Bab El Assa
- Mansourah
- Ouled Mimoun
- Sidi Djillali
- Chatouane
- Honaine
- Béni Snous
- Béni Boussaïd
- Marsa Ben M'Hidi
- Felaoucene
- Aïn Talout
- Bensekrane
- Hennaya
- Đô thị cấp huyện: Tlemcen